# Jovetastella
Jovetastella là một chi rêu trong họ Lejeuneaceae.